# Otto Schindewolf
Otto Heinrich Schindewolf (7 juin 1896 - 10 juin 1971) est un paléontologue allemand qui étudie l'évolution des coraux et des céphalopodes.

## Biographie
Otto Schindewolf étudie à l'université de Marbourg de 1919 à 1927. Il devient par la suite directeur de la Commission géologique de Berlin. En 1948, il devient professeur à l'université de Tübingen, où il prend sa retraite comme professeur émérite en 1964.
Schindewolf est un saltationniste qui s'oppose à la théorie de l'évolution graduelle et, dans les années 1930, il laisse entendre que des transformations évolutives majeures ont dû se produire à grands pas entre espèces. Cette idée est connue sous le nom de théorie du monstre prometteur et est reprise et développée par le généticien Richard Goldschmidt dans les années 1940. Schindewolf est également l'un des premiers à suggérer, en 1950, que les extinctions massives auraient pu être causées par des impacts cosmiques ou des supernova proches. De 1948 jusqu'à sa retraite en 1964, Schindewolf est professeur de géologie et de paléontologie à l'université de Tübingen.

## Cadre théorique
En tant que saltationniste, Schindewolf soutient l'idée de macromutations dans le cadre de sa théorie de l'évolution. Il est connu pour présenter une interprétation alternative de la chronique fossile, combinant orthogenèse, mutationnisme et impacts extraterrestres, par opposition au gradualisme de Darwin. La théorie de Schindewolf prétend que la variation des espèces a tendance à se déplacer dans une direction prédéterminée. Sa théorie est connue sous le nom de typostrophisme selon laquelle l'évolution se produit en raison d'un modèle cyclique périodique des processus évolutionnaires qui sont prédestinés à passer par un cycle de vie dicté par des facteurs internes à l'organisme,.
Une partie de sa théorie qui préconise un changement évolutionnaire soudain par macromutations a abandonné cette idée plus tard. Sa théorie de l'orthogenèse et de la désintégration éventuelle est passée par trois étapes : typogenèse (explosion de nouveaux types), typostase (maintien des types), et typolyse (division des types, dégénérescence) prétendument intégrées dans une vue cyclique du processus évolutionnaire. Sa théorie propose que les extinctions massives, en particulier celles de la fin du Permien, il y a 225 millions d'années, sont le résultat du rayonnement cosmique causé par les explosions de supernova. Schindewolf spécule qu'une explosion d'une supernova pourrait émettre un rayonnement mortel pour les organismes si elle est suffisamment proche de la Terre. Il propose que le rayonnement d'une supernova pourrait avoir deux effets distincts, d'une part en provoquant la disparition de nombreuses espèces et, d'autre part, en provoquant des macromutations qui, à leur tour, pourraient faire naître de nouvelles espèces. Schindewolf est le seul scientifique à avoir spéculé que le premier oiseau pourrait avoir éclos d'un œuf de reptile. Il ne s'agissait que de spéculation et il a abandonné la vision des macromutations dans ses publications ultérieures,.